# Football Club Internazionale 1911-1912
Questa voce raccoglie le informazioni riguardanti il Football Club Internazionale nelle competizioni ufficiali della stagione 1911-1912.

## Stagione
L'Inter giunge quarta nella prima sezione, oggi l'avremmo chiamato girone A, del campionato di Prima Categoria e non accede alla finalissima.

## Rosa
| N. |                     | Ruolo | Calciatore              |
| -- | ------------------- | ----- | ----------------------- |
|    | Italia (bandiera)   | P     | Piero Campelli          |
|    | Italia (bandiera)   | D     | Oreste Viganò           |
|    | Svizzera (bandiera) | D     | Oscar Engler            |
|    | Italia (bandiera)   | D     | Mario Moretti           |
|    | Italia (bandiera)   | D     | Mario Corinaldesi       |
|    | Italia (bandiera)   | D     | Alessandro De Magistris |
|    | Italia (bandiera)   | D     | Roberto Fronte          |
|    | Francia (bandiera)  | D     | Louis Paillard          |
|    | Italia (bandiera)   | C     | Virgilio Fossati        |
|    | Italia (bandiera)   | C     | Paolo Scheidler         |

| N. |                     | Ruolo | Calciatore       |
| -- | ------------------- | ----- | ---------------- |
|    | Svizzera (bandiera) | C     | Ernest Peterly   |
|    | Italia (bandiera)   | C     | Giuseppe Caimi   |
|    | Italia (bandiera)   | C     | Ernesto Crespi   |
|    | Italia (bandiera)   | C     | Carlo Payer I    |
|    | Svizzera (bandiera) | C     | Adolph Stebler   |
|    | Italia (bandiera)   | A     | Ermanno Aebi     |
|    | Italia (bandiera)   | A     | Enrico Crotti    |
|    | Brasile (bandiera)  | A     | Achille Gama     |
|    | Italia (bandiera)   | A     | Franco Bontadini |
|    | Italia (bandiera)   | A     | Ugo Ferradini    |

## Calciomercato
| Acquisti | Acquisti         | Acquisti        | Acquisti   |
| R.       | Nome             | da              | Modalità   |
| -------- | ---------------- | --------------- | ---------- |
| D        | Paillard         | Bologna         | definitivo |
| C        | Giuseppe Caimi   | AC Milanese     | definitivo |
| C        | Paolo Scheidler  | Libertas Milano | definitivo |
| A        | Franco Bontadini | Milan           | definitivo |

| Cessioni | Cessioni           | Cessioni | Cessioni   |
| R.       | Nome               | da       | Modalità   |
| -------- | ------------------ | -------- | ---------- |
| D        | Enrico De Violini  | Savona   | definitivo |
| D        | Carlo Streit       |          | svincolato |
| D        | Alfredo Zoller     |          | svincolato |
| C        | Giovanni Capra     | Torino   | definitivo |
| C        | Riccardo Eberhardt |          | svincolato |
| C        | Neudecker          |          | svincolato |
| C        | Ernest Peterly     | Brühl    | definitivo |
| C        | Max Winter         |          | svincolato |
| A        | Angelo Balbiani    |          | svincolato |
| A        | Antonio Payer      |          | svincolato |
| A        | Bernard Schüler    |          | svincolato |

## Risultati

### Prima Categoria
| Arbitro: | Varetto (Torino) |

|  |           |                      |
|  | Marcatori | Ferradini Aebi Caimi |

| Arbitro: | Magni (Milano) |

|               |           |                 |
| Bontadini 54’ | Marcatori | 73’ Bachmann II |

| Arbitro: | Goodley (Torino) |

|                 |           |                |
| Comte 8’ Miller | Marcatori | 21’ Payer Aebi |

| Arbitro: | Meazza (Milano) |

|           |           |  |
| Gama Aebi | Marcatori |  |

| Arbitro: | G.Gama (Milano) |

|                                |           |               |
| De Vecchi 59’ (rig.) Rizzi 79’ | Marcatori | 53’ Bontadini |

| Arbitro: | Calì (Genova) |

|                   |           |           |
| Bontadini 8’, 29’ | Marcatori | 31’ Valle |

| Arbitro: | Radice (Milano) |

|  |           |                                                              |
|  | Marcatori | Aebi 4’ Bruciamonti II 9’ (aut.) Bontadini 13’, 55’ Gama 86’ |

| Arbitro: | Calì (Genova) |

|                                            |           |                  |
| Bontadini 20’, 26’ Aebi 50’, 65’, 74’, 86’ | Marcatori | 57’ (aut.) Caimi |

| Arbitro: | Mégard (Torino) |

|  |           |                      |
|  | Marcatori | 28’ Fossati 75’ Aebi |

| Arbitro: | Magni (Milano) |

|  |           |            |
|  | Marcatori | 38’ Oriani |

| Arbitro: | Ferraris (Torino) |

|                                         |           |          |
| Morelli di Popolo 22’ Debernardi II 74’ | Marcatori | 69’ Aebi |

| Arbitro: | Meazza (Milano) |

|                  |           |                                           |
| Payer 60’ (rig.) | Marcatori | 20’ Marsh 25’ Crocco II 27’ (rig.) Murphy |

| Arbitro: | Radice (Milano) |

|  |           |           |
|  | Marcatori | Gama Aebi |

| Arbitro: | Pasteur (Genova) |

|  |           |                              |
|  | Marcatori | 21’ Carrer 62’, 82’ Van Hege |

| Arbitro: | E.Colombo (Milano) |

|                               |           |          |
| Rampini I 24’, 62’ Piacco 86’ | Marcatori | 14’ Gama |

| Arbitro: | Varetto (Torino) |

|  |           |                                               |
|  | Marcatori | 19’ (rig.) Aebi 32’, 34’ Bontadini 56’ Engler |

| Arbitro: | G.Colombo (Vercelli) |

|                             |           |        |
| Bontadini Engler Caimi Aebi | Marcatori | Fresia |

| Arbitro: | Radice (Milano) |

|           |           |  |
| Bontadini | Marcatori |  |